# AnNa R.
Andrea Neuenhofen, nata Rosenbaum, meglio conosciuta con il suo nome d'arte AnNa R. (Berlino Est, 25 dicembre 1969 – Berlino, 17 marzo 2025), è stata una cantautrice tedesca.

## Biografia

### Origini
AnNa R. è nata Andrea Rosenbaum il 25 dicembre 1969 a Berlino-Friedrichshain ed è cresciuta nell'ex Germania Est. Ha cantato in un coro durante la sua giovinezza. Dopo aver terminato gli studi secondari, ha fatto un'audizione per un posto alla Musikschule Friedrichshain (scuola di musica di Friedrichshain), ma non è stata accettata. Di conseguenza, ha preso lezioni private di canto. Si è formata anche come assistente di laboratorio dopo aver terminato gli studi secondari, ma presto ha cambiato carriera per diventare un venditore di spartiti.

### Carriera musicale

#### 1991-2012: Rosenstolz

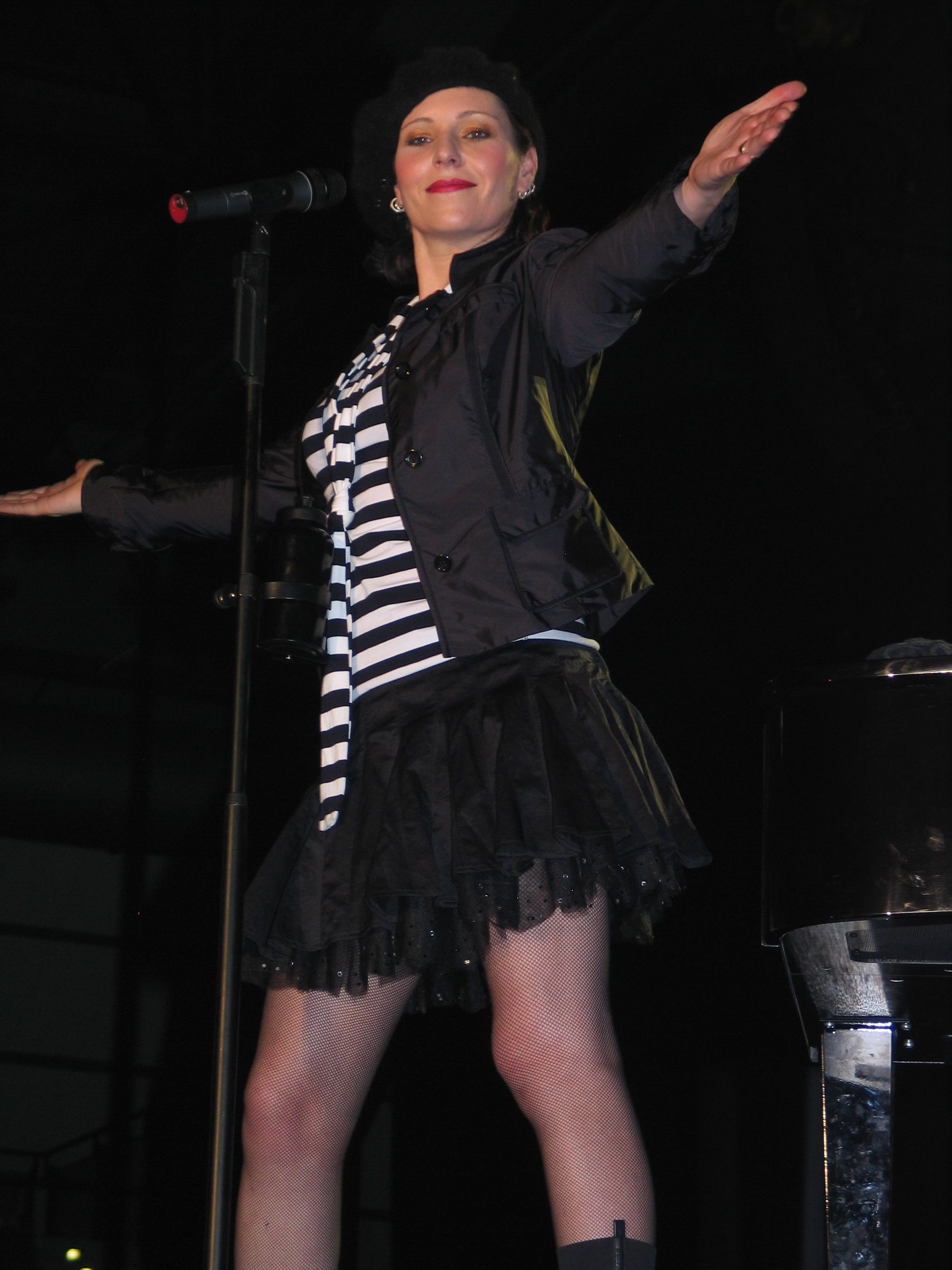
AnNa R dei Rosenstolz in live a Lipsia il 6 maggio 2006

Alla ricerca di un pianista che l'aiutasse a realizzare il suo obiettivo di diventare una cantante da bar, AnNa R. è stata presentata da un amico a Peter Plate, un tastierista che si era appena trasferito a Berlino e aveva bisogno di un cantante. Sebbene avessero aspirazioni musicali diverse, con AnNa R. che preferiva cantare chanson e Plate che voleva fare musica pop in lingua inglese, la coppia si è riunita per scrivere canzoni, eseguendole come duo pop Rosenstolz.
Sebbene i loro primi dischi non abbiano avuto successo commerciale, AnNa R. e Plate hanno ottenuto un successo crescente nel corso dei due decenni di storia dei Rosenstolz, arrivando alla fine ad avere successi nelle classifiche non solo nella loro nativa Germania, ma anche in Austria e Svizzera. Questi includevano cinque album in studio n. 1 in Germania.
Durante la loro carriera nei Rosenstolz, AnNa R. e Plate hanno intrapreso varie iniziative per raccogliere fondi per enti di beneficenza contro l'AIDS, ed entrambi hanno ricevuto il Bundesverdienstkreuz (Ordine al merito della Repubblica federale di Germania) nel 2011 in riconoscimento dei loro sforzi. Nel 2012, il duo ha deciso di sciogliersi. AnNa R. ha dichiarato che sia lei che Plate volevano prendersi una pausa l'una dall'altro e provare qualcosa di nuovo.
AnNa R. è stata la cantante principale dei Rosenstolz e ha anche contribuito a scrivere i testi delle canzoni della band con Plate e Ulf Leo Sommer. Verso la fine dei Rosenstolz, AnNa R. sentiva di non contribuire tanto alla scrittura di canzoni come aveva fatto in precedenza nella storia della band.

#### Gleis 8
Nel gennaio 2012, AnNa R. ha iniziato a lavorare con i musicisti Lorenz Allacher, Timo Dorsch e Manne Uhlig. L'anno successivo, hanno annunciato ufficialmente la loro formazione con la band Gleis 8. Il loro album di debutto Bleibt das immer so, che è stato lanciato a maggio 2013, ha raggiunto il numero 7 nella classifica degli album tedeschi. AnNa R. scrive le canzoni della band in collaborazione con i suoi colleghi.. Ha descritto la band come democratica, con tutti i membri di pari dignità.

## Vita privata
AnNa R. sposò Nilo Neuenhofen nel 2002. Le sue attività nel tempo libero includevano la cucina e la boxe.

## Discografia

### Album in studio (Rosenstolz)
- Soubrette werd 'ich nie (1992)
- Nur einmal noch (1994)
- Mittwoch è 'er fällig (1995)
- Objekt der Begierde (1996)
- Die Schlampen sind müde (1997)
- Zucker (1999)
- Kassengift (2000)
- Macht Liebe (2002)
- Herz (2004)
- Das große Leben (2006)
- Die Suche geht weiter (2008)
- Wir sind am Leben (2011)

### Album in studio (Gleis 8)
- Bleibt das immer so (2013)
- Endlich (2016)